# Lisa Smedman
Lisa Smedman (Vancouver, Colúmbia Britânica) é uma jornalista, designer de jogos e escritora de ficção científica e fantasia canadense. Seu romance mais famoso é Extinction (2004), que se passa no universo de Forgotten Realms, ele foi best-seller do The New York Times.

## Biografia
Nascida em 1959, criou-se em North Vancouver, BC, um subúrbio de Vancouver.
Smedman obteve um BA em antropologia pela University of British Columbia e um diploma de jornalismo pelo Langara College, em Vancouver. Depois de trabalhar em seu primeiro emprego como tipógrafa de um editor local, ela passou toda sua vida profissional como repórter e editora de jornais semanais na região de Vancouver. Trabalhou nas revistas Richmond Review, Langley Times e Sounder.  Atualmente, é editora do Vancouver Courier onde escreve artigos sobre histórias locais.
Smedman é descrita como uma "uma mulher de aspecto sério e cabelos castanhos" que usa piercings e tatuagens. Ela é a "mesma em casa, na academia, numa cafeteria da moda, num encontro de mães substitutas ou em volta de uma mesa de jogo com um bando de caras do Trumpeter Wargaming Club." 
Smedman vive em Ladner, Colúmbia Britânica, outro subúrbio de Vancouver e seu escritório é repleto de estantes de livros "atulhados de romances em brochura e livros de referência sobre ciência, arqueologia, história canadense, Primeira Guerra Mundial, ciência forense, religião e mitologia". Num armário embutido, quase que do piso ao teto, estão caixas de jogos.
Smedman tem um filho pequeno cuja criação divide com sua companheira; elas casaram-se em julho de 2004. Como animais de estimação, ela possui gatos e cães da raça pug.

## Obras
| - Forgotten Realms - Heirs of Prophecy, 2002 - Venom's Taste (House of Serpents, livro um), 2004 - Viper's Kiss (House of Serpents, livro dois), 2005 - Vanity's Brood (House of Serpents, livro três), Março de 2006 - Extinction (War of the Spider Queen, livro quatro), Janeiro de 2004 - Sacrifice of the Widow (Lady Penitent, livro um), Março de 2007 - Storm of the Dead (Lady Penitent, livro dois), Agosto de 2007 - Ascendency of the Last (Lady Penitent, livro três), Junho de 2008? - The Gilded Rune 2012 | - Shadowrun - The Lucifer Deck - Blood Sport - Psychotrope - The Forever Drug - Tails You Lose - Outros livros - The Apparation Trail, 2004 - Creature Catchers, Março de 2007 - From Boneshakers to Choppers: The Rip-Roaring History of the Motorcycle |